# Crumomyia pruinosa
Crumomyia pruinosa är en tvåvingeart som först beskrevs av Richards 1932.  Crumomyia pruinosa ingår i släktet Crumomyia och familjen hoppflugor. Arten är reproducerande i Sverige. Inga underarter finns listade i Catalogue of Life.